# Meshech
Nella Bibbia, Meshech o Mosoch (ebraico: מֶ֫שֶׁך Mešeḵ "prezzo" o "prezioso") è nominato come figlio di Jafet in Genesi 10:2 e 1 Cronache 1:5. Un altro Meshech è indicato come figlio di Sem in 1 Cronache 1:17 (corrispondente alla forma Mash in Genesi 10).

## Interpretazioni
Meshech è nominato con Tubal (e Rosh, in alcune traduzioni) come principato di "Gog, principe di Magog" in Ezechiele 38:2 e 39:1, ed è considerata una tribù jafetita, identificata da Flavio Giuseppe con i "Mosocheni" (Mushki, anche associati ai Frigi o Bryges) e alla loro capitale Mazaca. Nella cronaca di Ippolito di Roma (234 d.C.), gli "Illiri" furono identificati come discendenti di Meshech. Inoltre, i Georgiani hanno tradizioni secondo cui loro e altri popoli del Caucaso come gli Armeni condividono la discendenza da Meshech (georgiano: Meskheti), Tubal e Togarma.
Nel 1498 Annio da Viterbo pubblicò frammenti noti come pseudo-Berosso, ora considerato un falso, sostenendo che i registri babilonesi mostravano che un figlio di Jafet chiamato Samothes aveva iniziato a colonizzare quella che in seguito divenne la Gallia nel 13º anno di Nimrod. Gli storici successivi come Raphael Holinshed (1577) identificarono Samothes come Meshech, e asserirono che egli governò per primo anche in Gran Bretagna.
A partire dal XVI secolo, alcuni studiosi europei hanno proposto l'idea che i moscoviti fossero derivati da Meshech. Sir Walter Raleigh (c. 1616) attribuisce questa opinione a Philipp Melanchthon (1497-1560) e a Benito Arias Montano (1571), e successivamente fu seguito anche da Jonathan Edwards (1703–1758). Inoltre, secondo una leggenda apparsa per la prima volta nella Sinossi di Kiev (1674), Mosca (Moskva) fu fondata dal re Mosokh figlio di Japheth (cioè Meshech), e prese il nome da lui e sua moglie, Kva. In questa leggenda, si dice anche che abbiano avuto un figlio, Ya, e una figlia, Vuza, che hanno dato il loro nome al vicino fiume Yauza.
Secondo Archibald Sayce, Meshech può essere identificato con Muska, un nome che appare nelle iscrizioni assire, e generalmente si ritiene che si riferisca ai Mushki.
La maggior parte dei testi a partire da Flavio Giuseppe in genere identifica il Meshech dei tempi di Ezechiele come un'area nella Turchia moderna.